# 盧博米爾斯基宮 (利沃夫)

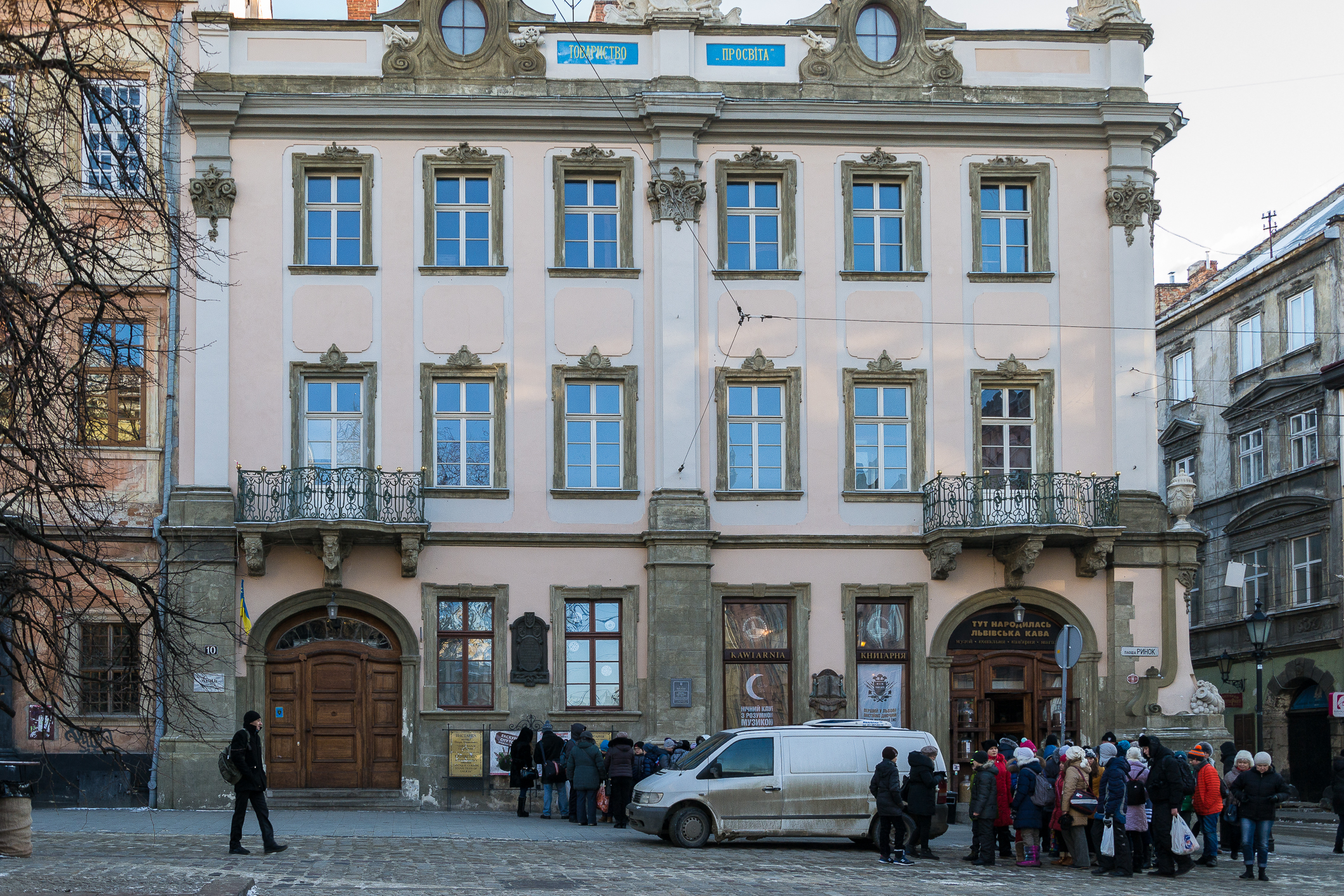
盧博米爾斯基宮

盧博米爾斯基宮（Lubomirski Palace）是烏克蘭城市利沃夫的一座宮殿建築，修建於1760年，是為了斯坦尼斯拉夫·盧博米爾斯基而修建。在1771年和1821年之間，盧博米爾斯基宮是奧地利加利西亞州州長的官邸。19世紀時，這裡也是烏克蘭民族主義活動的溫床。